# Шмиклавж при Шкофи васи
Шмиклавж при Шкофи васи (на словенски: Šmiklavž pri Škofji vasi) е село в Словения, Савински регион, община Целе. Според Националната статистическа служба на Република Словения през 2015 г. селото има 211 жители.